# Hot Space
Hot Space — десятый студийный альбом рок-группы «Queen», выпущенный 21 мая 1982 года.

## Об альбоме
В большинстве случаев именно этот альбом фанаты группы называют худшим. Брайан Мэй считал, что их команда просто неправильно выбрала время выпуска, поскольку сама пластинка близка к невероятно популярному в своё время Thriller Майкла Джексона. Альбом сделан в стиле фанк-рок, хотя присутствуют такие стили, как: прог-рок, хард-рок и даже диско. Возможно, группу подтолкнул к этому новаторский «Flash Gordon». К успехам можно отнести «Las Palabras De Amor» с припевом на испанском (написана Мэем отчасти под впечатлением от латиноамериканских гастролей, отчасти из-за Фолклендской кампании), посвящённую Джону Леннону «Life is Real» с холодными клавишными пассажами и выразительным текстом и, конечно — «Under Pressure», написанную группой в соавторстве с Дэвидом Боуи. В поддержку альбома был устроен мощнейший концертный тур, который понравился публике, однако сам диск так и остался экспериментальным.
Майкл Джексон, который был близким другом группы в то время, говорил, что Hot Space имел влияние на его блокбастерный альбом Thriller.
Обложка альбома Pop (1997) группы U2 имела сходство с обложкой Hot Space (которая, в свою очередь, была создана по образу обложки альбома Битлз Let It Be). Pop, как и Hot Space, также был попыткой сделать танцевальный альбом.

## Список композиций
| №   | Название                                    | Автор(ы)                           | Длительность |
| --- | ------------------------------------------- | ---------------------------------- | ------------ |
| 1.  | «Staying Power»                             | Меркьюри                           | 4:10         |
| 2.  | «Dancer»                                    | Мэй                                | 3:46         |
| 3.  | «Back Chat»                                 | Дикон                              | 4:31         |
| 4.  | «Body Language»                             | Меркьюри                           | 4:29         |
| 5.  | «Action This Day»                           | Тейлор                             | 3:33         |
| 6.  | «Put Out the Fire»                          | Мэй                                | 3:15         |
| 7.  | «Life Is Real» (посвящена Джону Леннону)    | Меркьюри                           | 3:39         |
| 8.  | «Calling All Girls»                         | Тейлор                             | 3:53         |
| 9.  | «Las Palabras de Amor (The Words of Love)»  | Мэй                                | 4:26         |
| 10. | «Cool Cat»                                  | Дикон, Меркьюри                    | 3:26         |
| 11. | «Under Pressure» (совместно с Дэвидом Боуи) | Боуи, Дикон, Мэй, Меркьюри, Тейлор | 4:02         |

## Клипы к альбому
- «Back Chat» — Брайан Мэй играет не на своей «Red Special». Клип в художественном стиле «техно» вполне соответствует данному альбому.
- «Body Language» — действие происходит в турецкой бане. Клип был запрещён к показу по телевидению как слишком откровенный, однако был выпущен на сборнике Greatest Video Hits II.
- «Calling All Girls» создан под впечатлением от ленты «THX 1138» Джорджа Лукаса, где существовал мир роботов, а люди служили им рабами. В клипе повторяется эта ситуация, но Меркьюри с друзьями разрушают всех роботов и вырываются на свободу.
- «Under Pressure» — видеонарезка Дэвида Маллета, составленная из чёрно-белых кадров старых фильмов и цветной хроники, объединённая «темой давления». Клип вошёл в большинство сборников группы.
- «Las Palabras De Amor (The Words Of Love)» — видеоклип был сделан в старом стиле. Группа в студии играла на инструментах.

## В записи участвовали
1. Фредди Меркьюри — вокал, клавишные
2. Джон Дикон — бас-гитара, гитара, ударные (Cool Cat)
3. Роджер Тейлор — ударные, перкуссия, клавишные, вокал, гитара (Calling All Girls)
4. Брайан Мэй — гитара, клавишные, вокал
5. Дэвид Боуи — вокал, клавишные (Under Pressure)
6. Ариф Мардин — духовая секция (Staying Power)